# Nikola Karczewska
Nikola Karczewska (Zielonka, 1999. október 16. –) lengyel női válogatott labdarúgó. Az AC Milan játékosa.

## Pályafutása
A labdarúgást Ząbkiban kezdte és két év elteltével a másodosztályú SMS Łódź csapatához szerződött.
Együttesével a 2016–17-es idény végén jutottak fel az élvonalba, ahol első szezonjában szerzett 15 góljával előkelő helyen végzett a góllövőlistán.
A 2019-es bajnokságot már a Górnik Łęczna színeiben kezdte és Ewelina Kamczykkal félelmetes duót alkotva a támadósorban szerezték meg a bajnoki címet.
2021. július 14-én írt alá a francia Fleuryhez és 21 meccsen 10 alkalommal volt eredményes. Klubja történetének legjobb helyezésével, a 4. helyen végeztek a bajnokságban.
Játékával felkeltette a Tottenham Hotspur érdeklődését és kétéves szerződéssel 2024-ig a Spurs szolgálatába állt. Első idényében két gólt szerzett 14 mérkőzésen, majd a 2023–24-es szezont a Bundesligában érdekelt Bayer Leverkusen gárdájánál kölcsönben töltötte és 20 meccsen tízszer treffelte ellenfeleit a gyógyszergyáriaknál.
A kölcsönszerződés lejártával visszatért a londoniakhoz, de nem hosszabította meg kontraktusát és csatlakozott az AC Milan együtteséhez, akikkel kétévre szóló megállapodást kötött.

### A válogatottban
2019. június 14-én Szlovákia ellen debütált a válogatottban egy barátságos találkozón.
Az Azerbajdzsán elleni 2023-as vb-selejtezőn fergeteges játékot produkált. A 12–0 arányban megnyert meccsen 6 gólja mellett 2 gólpasszt is feljegyezhetett.

## Sikerei

### Klubcsapatokban
Lengyel bajnok (1):
- Górnik Łęczna (1): 2019–20

 Lengyel kupagyőztes (3):
- Górnik Łęczna (1): 2019–20

## Statisztikái

### A válogatottban
2024. május 31-el bezárólag
| Válogatott    | Szezon   | Mérk. | Gól |
| ------------- | -------- | ----- | --- |
| Lengyelország |          |       |     |
| 2019          | 3        | 0     |     |
| 2020          | 1        | 0     |     |
| 2021          | 7        | 0     |     |
| 2022          | 9        | 8     |     |
| 2023          | 1        | 0     |     |
| 2024          | 3        | 0     |     |
| Összesen      | Összesen | 24    | 8   |

| Lengyelország színeiben szerzett góljai | Lengyelország színeiben szerzett góljai | Lengyelország színeiben szerzett góljai | Lengyelország színeiben szerzett góljai | Lengyelország színeiben szerzett góljai | Lengyelország színeiben szerzett góljai | Lengyelország színeiben szerzett góljai | Lengyelország színeiben szerzett góljai |
| --------------------------------------- | --------------------------------------- | --------------------------------------- | --------------------------------------- | --------------------------------------- | --------------------------------------- | --------------------------------------- | --------------------------------------- |
|                                         |                                         |                                         |                                         |                                         |                                         |                                         |                                         |
| Gól                                     | Dátum                                   | Helyszín                                | Ellenfél                                | Találat                                 | Eredmény                                | Esemény                                 | Forrás                                  |
| 1                                       | 2022. április 7.                        | Miejski Stadion, Gdynia                 | Örményország                            | 1–0                                     | 12–0                                    | 2023-as vb-selejtező                    | [ 6 ]                                   |
| 2                                       | 2022. április 7.                        | Miejski Stadion, Gdynia                 | Örményország                            | 3–0                                     |                                         | 2023-as vb-selejtező                    | [ 6 ]                                   |
| 3                                       | 2022. április 7.                        | Miejski Stadion, Gdynia                 | Örményország                            | 4–0                                     |                                         | 2023-as vb-selejtező                    | [ 6 ]                                   |
| 4                                       | 2022. április 7.                        | Miejski Stadion, Gdynia                 | Örményország                            | 7–0                                     |                                         | 2023-as vb-selejtező                    | [ 6 ]                                   |
| 5                                       | 2022. április 7.                        | Miejski Stadion, Gdynia                 | Örményország                            | 8–0                                     |                                         | 2023-as vb-selejtező                    | [ 6 ]                                   |
| 6                                       | 2022. április 7.                        | Miejski Stadion, Gdynia                 | Örményország                            | 12–0                                    |                                         | 2023-as vb-selejtező                    | [ 6 ]                                   |
| 7                                       | 2022. április 12.                       | Ullevall Stadion, Oslo                  | Norvégia                                | 1–2                                     | 1–2                                     | 2023-as vb-selejtező                    | [ 7 ]                                   |
| 8                                       | 2022. október 6.                        | Estadio de La Cartuja, Sevilla          | Marokkó                                 | 4–0                                     | 4–0                                     | Barátságos mérkőzés                     | [ 8 ]                                   |